# Bolesław Rostowski
Bolesław Rostowski (ur. 10 maja 1921 w Turaszówce przyłączonej w 1975 roku do Krosna, zm. 31 lipca 2016 w Płocku) – polski specjalista budowy maszyn, główny konstruktor w Fabryce Maszyn Żniwnych im. Marcelego Nowotki „Agromet” w Płocku.

## Życiorys
Był synem oficera WP z okresu dwudziestolecia międzywojennego. W maju 1939 zdał maturę w Bydgoszczy i planował podjęcie nauki w Szkole Podchorążych Lotnictwa. Po agresji III Rzeszy na Polskę, brał udział w polskiej wojnie obronnej września 1939 przy budowie fortyfikacji. W okresie okupacji niemieckiej pracował na kolei w Sanoku jednocześnie współpracując z podziemiem antyhitlerowskim. Po wojnie podjął studia na kierunku budowa maszyn na Politechnice Wrocławskiej. Od lat 50-XX wieku związany był z Fabryką Maszyn Żniwnych im. Marcelego Nowotki „Agromet” w Płocku jako główny konstruktor. Był kierownikiem zespołu opracowującego konstrukcję KZB-3A-Vistula, brał również udział w opracowaniu kolejnych kombajnów rolniczych marki Bizon.